# Santuario di San Pancrazio (Alta Valle Intelvi)
Il santuario di San Pancrazio è un oratorio cattolico costruito in onore del santo Pancrazio, situata nella frazione Ramponio nell comune di Alta Valle Intelvi. L'oratorio è annoverato nell'elenco dei Santuari e templi votivi della Diocesi di Como.

## Storia
Come attestato dagli Statuti di Como del 1335 e da altri documenti redatti tra il XIII e il XVI secolo, nel luogo dove oggi si trova il santuario sorgeva l'insediamento di Vestobbia, comprensivo di una fortificazione che, secondo alcune ipotesi, avrebbe ospitato una cappella su cui sarebbe stato poi costituito l'attuale oratorio.
L'edificio, che nella parte più antica risale al nel secondo quarto dell'XI secolo, nel corso del tempo fu interessato da numerose ristrutturazioni.
Un primo importante intervento avvenne nel XV secolo e comportò un ampliamento dell'edificio. In tali circostanze, che comportarono una parziale demolizione della navata originaria, l'orientamento della chiesa fu ruotato di 90 gradi, di modo tale che l'antica abside semicircolare che costituiva il retro dell'edificio risultò finire sul lato sinistro. I lavori di ampliamento della chiesa durarono almeno fino al 1593.
Altri importanti interventi si registrarono nel XVII secolo, con l'aggiunta del porticato antistante la facciata, della sagrestia e della cappella laterale dedicata a San Carlo (il quale è presente in due dipinti del santuario: in uno è in atto di impartire una benedizione, nell'altro è in compagnia di una figura femminile). A questi interventi seguirono ulteriori lavori di restauro e consolidamento.
Nel 1943 il santuario fu teatro di un giuramento da parte di alcuni partigiani al comando di Ugo Ricci.
Ogni anno, per ricordare la morte di San Pancrazio, il 12 maggio si celebra una festa in suo onore, che vede sfilare la sua statua in una processione che parte dalla chiesa di San Benedetto e termina a quella di San Pancrazio, seguita da una messa.

## Descrizione

### Esterno
Alla costruzione del primitivo oratorio risalgono il campanile e l'antica abside sull'attuale lato sinistro, entrambi in stile romanico. L'abside romanica, che oggi chiude la cappella di San Pancrazio, è costruita in muratura in pietra irregolare, con paraste in conci di pietra grossolanamente squadrati. Anche il campanile è caratterizzato da una costruzione in pietre irregolari, con ornamenti angolari a lesene e due piani decorati da coppie d'archetti.

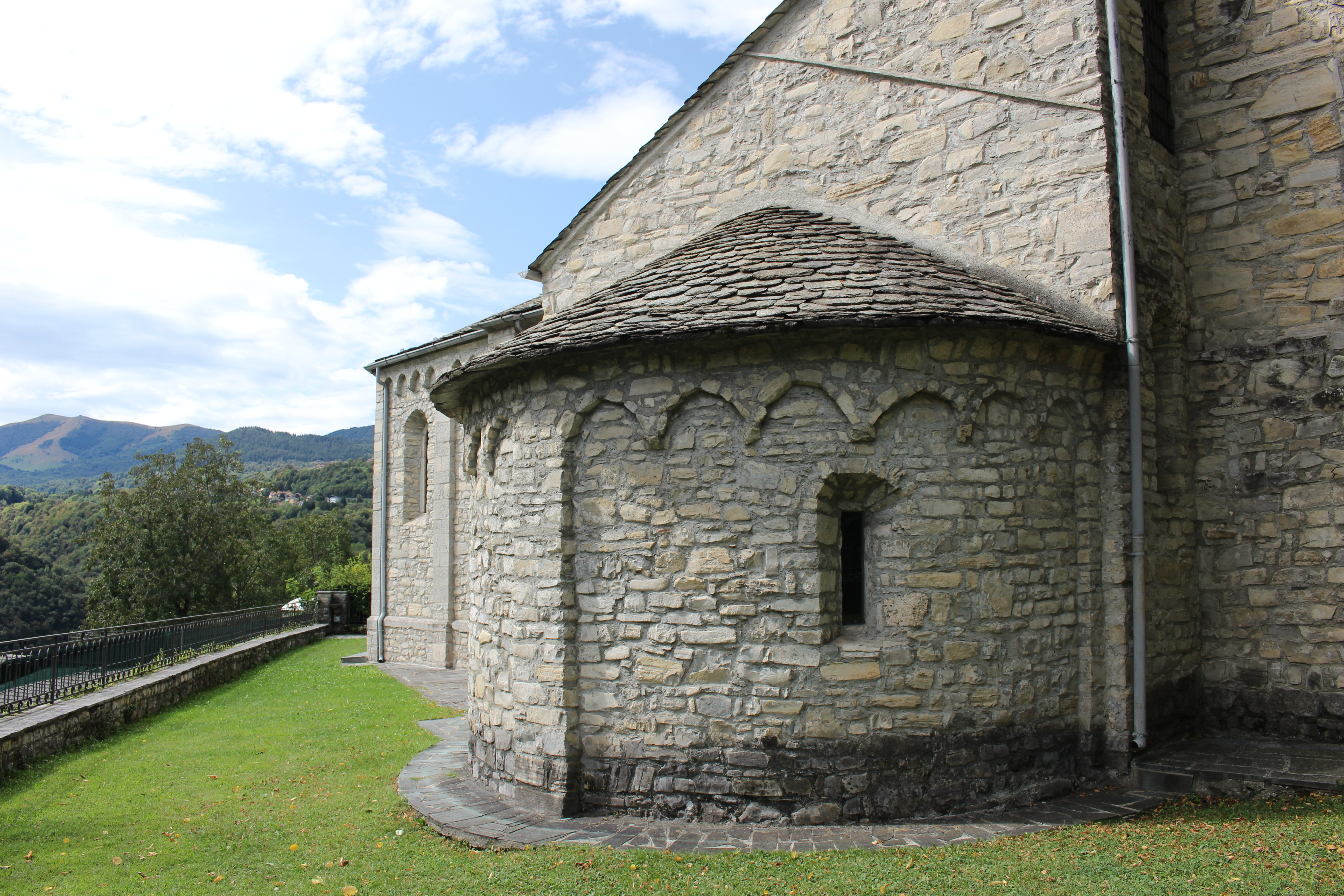
abside

Paraste si trovano anche nell'abside odierno e nella parte del corpo di fabbrica sul lato destro. Nel caso dell'abside attuale, le paraste sono costituite da conci di pietra squadrati. Nel corpo di fabbrica sul lato destro sono invece realizzate in muratura costituita da pietre irregolari come il resto della struttura.

### Interno
Internamente, la chiesa si presenta con una navata, due cappelle laterali e sei nicchie.
La chiesa conserva affreschi di epoche differenti. Trecenteschi sono quelli conservati nell'abside romanica di San Pancrazio, comprensiva di una Madonna con il Bambino e San Pancrazio con palma e spada. L'antica abside è inoltre ornata da stucchi settecenteschi attribuiti alla scuola di Diego Carloni e da costoloni a raggiera a bande bianche e rosse, sostenuti da Iesene semicircolari in pietra. Cinquecenteschi sono invece gli affreschi dell'abside attuale, attribuiti ai pittori Solari di Verna (in particolare a Pietro): una Crociﬁssione con santi (opera datata 1543), una Madonna in trono con i Santi Benedetto e Pancrazio e una Pietà. Gli affreschi della volta a botte della navata raffigurano invece una Trinità (al centro) e Gli Evangelisti (ai lati), mentre cinque lunette delle nicchie riportano scene della vita della Madonna e dell'infanzia di Gesù.
Alla sinistra del presbiterio, una nicchia comprende un gruppo marmoreo di una Madonna con Bambino, opera realizzata attorno al 1650 da Tommaso Orsolino, il cui padre era originario di Ramponio Verna così come lo era quello di Piero Gauli, autore di alcune opere pittoriche novecentesche conservate nella chiesa.
A lato dell'altare si trova inoltre un busto in rame che ritrae San Pancrazio.
Nella cappella seicentesca dedicata a San Carlo si trova un paliotto in scagliola policroma (1711), un tempo collocato sull'altare maggiore, oltre a una pala raffigurante San Carlo (1625) riportante, in basso a destra, lo stemma della famiglia Rapa.